# Pitogo
Pitogo es un municipio filipino de cuarta clase, perteneciente a la provincia de Quezon, en la región de Calabarzon.

## Historia
Hacia mediados del siglo XIX, el lugar, que por entonces incluía en su término a Macalelon, tenía contabilizada una población de 928 habitantes, repartidos en 245 casas. Aparece descrito en el segundo volumen del Diccionario geográfico, estadístico, histórico de las Islas Filipinas (1851) de Manuel Buzeta Núñez y Felipe Bravo con las siguientes palabras:

PITOGO: pueblo con cura y gobernadorcillo, en la isla de Luzon, prov. de Tayabas, dióc. de Nueva Cáceres; sit. en los 125° 46' long. 14° 45' 10" lat. en la costa S. O. de la prov., á la orilla del rio Mayabo, junto á su desague en el mar, terr. llano, clima templado y saludable. Tiene 154 casas y 91 de su visita Macalelon. La iglesia parroquial de este pueblo es de mediana fábrica y la sirve un cura indio, hay una escuela de instruccion primaria, y fuera de la pobl. el cementerio que tiene buena ventilacien. Las principales casas de este pueblo son la parroquial y la de comunidad donde se halla la cárcel, confina el térm. por N. con el de Talolon, visita de Gumaca, cuyo pueblo dista unas 5 leg. al N. N. O. por S. E. con el de Macalelon, su visita y este con el de Catanauan á 5 ½ leg. de Pitogo; por E. se estiende el térm. hácia el centro de la prov. sin que tenga límites marcados, y por S. y O. confina con el mar. Por N. O. confina con el mar. Por N. O. sigue el térm. de este pueblo comprendiendo toda la costa de la prov. hasta encontrar la que pertenece al de Pagbilao; por ella se encuentran la visitas Calituyan, Cabulian y otras, y al S. E. la referida de Macalelon. El terr. es degiaul y montuoso, particularmente mientras mas se aleja de la costa. Produc. algodon, caña dulce, maiz; ind. beneficio del azúcar y algunas telas; pobl. almas 928.
(Buzeta y Bravo, 1851, pp. 404-405)

En 2020, tenía censados 22 798 habitantes.